# Lơ xê mi kinh dòng lympho

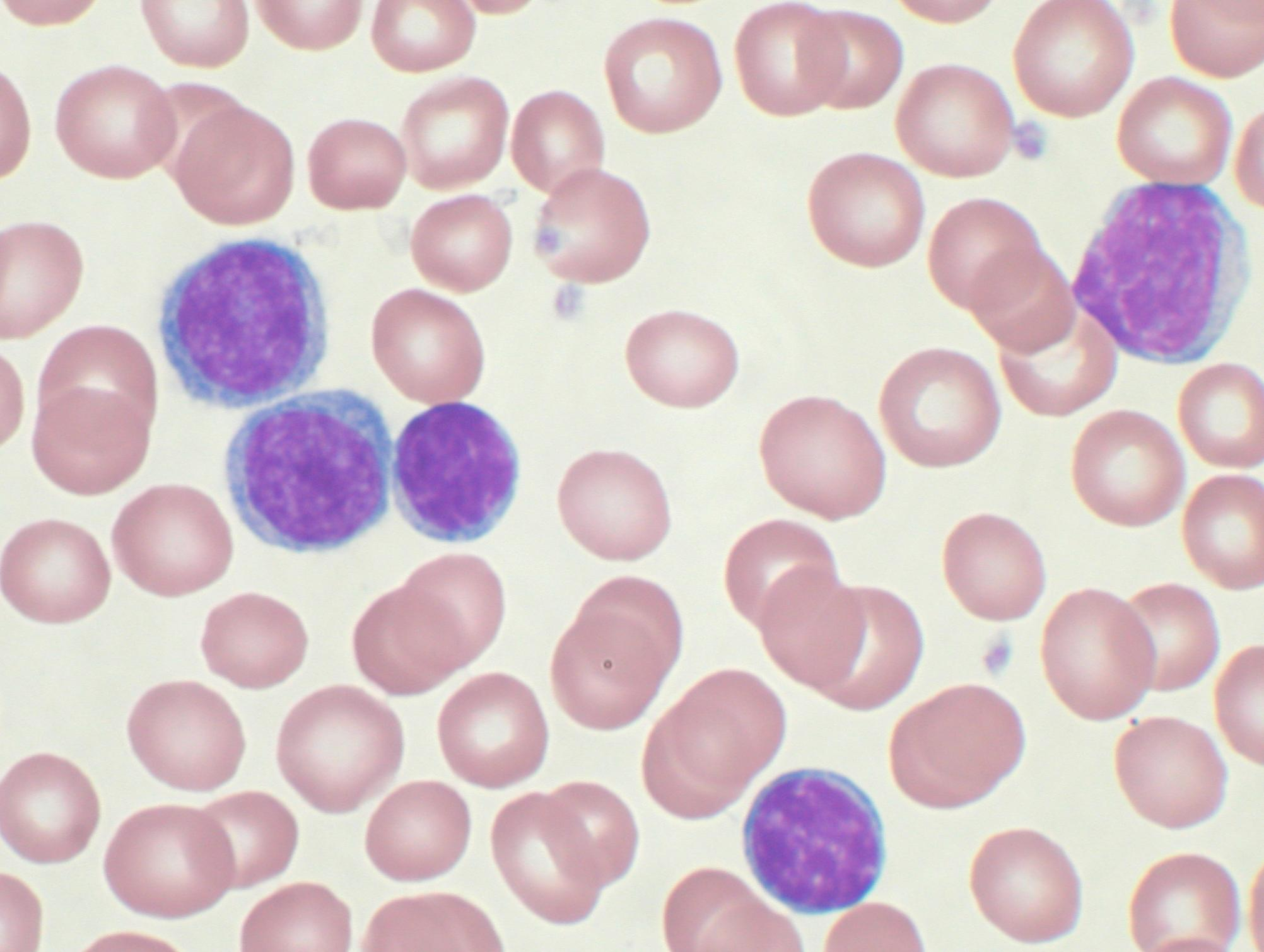
Phết máu ngoại vi cho thấy các tế bào CLL

Lơ xê mi kinh dòng lympho (hay bệnh bạch cầu mạn dòng lympho, lơ xê mi mạn dòng lympho, tiếng Anh: Chronic lymphocytic leukemia, viết tắt CLL) là một loại ung thư trong đó tủy xương tạo ra quá nhiều tế bào lympho (một loại tế bào bạch cầu). Thường ban đầu người bệnh không có triệu chứng. Sau đó, các hạch bạch huyết không đau sưng lên, bệnh nhân cảm thấy mệt mỏi, sốt hoặc giảm cân mà không có lý do rõ ràng.Các triệu chứng như lách to và thiếu máu cũng có thể xảy ra. Diễn biến bệnh thường xấu đi dần dần.
Các yếu tố rủi ro bao gồm có tiền sử gia đình mắc bệnh. Tiếp xúc với chất độc màu da cam và một số loại thuốc trừ sâu cũng có thể là một rủi ro. CLL dẫn đến sự tích tụ các tế bào lympho B trong tủy xương, các hạch bạch huyết và máu. Những tế bào này không hoạt động tốt và lấn át các tế bào máu khỏe mạnh. CLL được chia thành hai loại chính: loại có gen IGHV đột biến và loại không có gen. Chẩn đoán thường dựa trên các xét nghiệm máu tìm thấy số lượng lớn tế bào lympho trưởng thành và tế bào smudge.
Quản lý bệnh sớm. Nhiễm trùng nên điều trị bằng kháng sinh. Ở những người có triệu chứng đáng kể, hóa trị hoặc liệu pháp miễn dịch có thể được sử dụng. Kể từ năm 2019, ibrutinib thường là loại thuốc ban đầu được khuyên dùng. Các thuốc fludarabine, cyclophosphamide và rituximab trước đây là phương pháp điều trị ban đầu ở những người khỏe mạnh.
Lơ xê mi kinh dòng lympho đã ảnh hưởng đến khoảng 904.000 người trên toàn cầu trong năm 2015 và khiến 60.700 người tử vong. Bệnh thường xảy ra ở những người trên 50 tuổi. Nam giới bị ảnh hưởng thường xuyên hơn nữ giới. Nó là ít phổ biến hơn ở những người ở châu Á. Tỷ lệ sống sót sau năm năm theo chẩn đoán là khoảng 83% tại Hoa Kỳ. Nó đại diện cho ít hơn 1% tử vong do ung thư.

## Dấu hiệu và triệu chứng

Một sơ đồ hiển thị các tế bào bị lơ xê mi kinh dòng lympho ảnh hưởng

Hầu hết các trường hợp mắc bệnh được chẩn đoán dựa kết quả của xét nghiệm máu thông thường cho thấy số lượng bạch cầu cao. Ít phổ biến hơn, lơ xê mi kinh dòng lympho có thể xuất hiện với các hạch bạch huyết mở rộng mà không có số lượng bạch cầu cao hoặc không có bằng chứng về bệnh trong máu. Đây là bệnh u lympho dòng tế bào nhỏ. Ở một số người, bệnh chỉ được đưa ra ánh sáng sau khi các tế bào ung thư lấn át tủy xương dẫn đến thiếu máu, khiến bệnh nhân luôn trong tình trạng mệt mỏi.